# Арман Гійомен
Жан-Батист Арман Гійомен (фр. Jean-Baptiste Armand Guillaumin; 16 лютого 1841, Париж Франція — 26 червня 1927, Орлі, Валь-де-Марн, Франція) — французький живописець, відомий як Арман Гійомен.

## Життєпис
Народився 16 лютого 1841 в Парижі. Незабаром після народження Армана сім'я залишає Париж і переїжджає в Мулен. Пейзажі цього міста пробудили в майбутньому художника інтерес до живопису, який був підігрітий знайомством з Еженом Мурером, який займався колекціонуванням картин імпресіоністів. У 16 років Арман повертається в рідне місто, щоб навчатися майстерності художника на заняттях скульптора Кейлуе в муніципальній школі. Гійомену доводиться заробляти собі на життя. Він працює в залізничній компанії, розписує штори, трудиться касиром. При цьому Арман продовжує розвиватися як художник.
У 1860 році він починає відвідувати Швейцарську Академію. Тут Гійомен знайомиться з Полем Сезанном, Камілем Піссарро, Франциско Ольєра. Разом з ними Гійомен бере участь у виставці «Салону відхилених». Однак на представлених роботах Арман не вказує свого імені. Уже в цей час художник показує себе як майстер обраного справи, його картини відрізнялися дивовижною зрілістю, важкі імпасто підсилюють колір і враження від полотна.
З 1868 року Гійомен вирішує повністю присвятити себе живопису, залишивши службу. В цей час його матеріальне становище було дуже важким. Фінансові труднощі змушують художника повернутися до роботи, проте живопис як і раніше залишається для нього головною справою життя.
До кінця 70-х років палітра художника ускладнюється, стаючи при цьому більш яскравою і світлої. Він прагне до створення чіткого відчуття природних форм. Гійом є в цей період постійним учасником виставок імпресіоністів. Серед перших робіт, представлених на суд публіки, особливо примітна картина «Захід сонця в Іврі», що зображає пейзаж під променями низького сонця.
Гійом працював виключно над пейзажами. Він створив багато картин, присвячених видам Парижа і околиць («Пон-Марі», «Пейзаж з яблунями», «Вид острова Сен-Луї», «Міст в Шарантоні»). Художник прагнув максимально використовувати можливості кольору і світла для передачі краси природних видів.
У 1886 році Гійом, одружившись, поселяється в районі Сен-Сюльпіс. У цей період завершується перехід від пуантилізму до романтичному мистецтву. Гійомен за творчою манерою зближується з Ван Гогом.
У 90-ті роки матеріальне становище Гійом поліпшується. Він може дозволити собі творчість, вільне від будь-якого тиску. В цей час він подорожує по рідній країні, вдосконалюючи мистецтво пейзажу. Особливо художника привертають ефекти, засновані на використанні світла і кольору.
Гійом помер 26 червня 1927 року в Орлі.

## Gallery

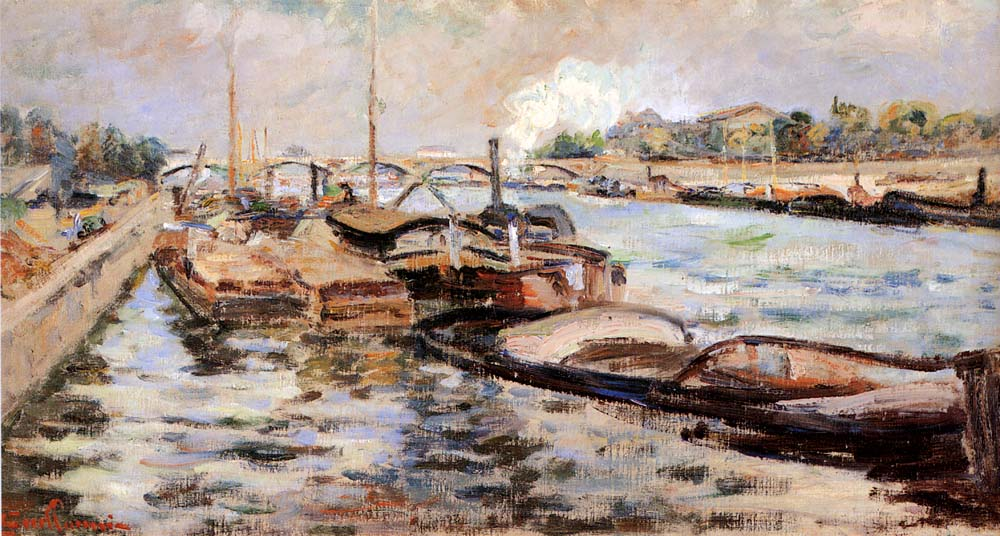
The Seine, 1867
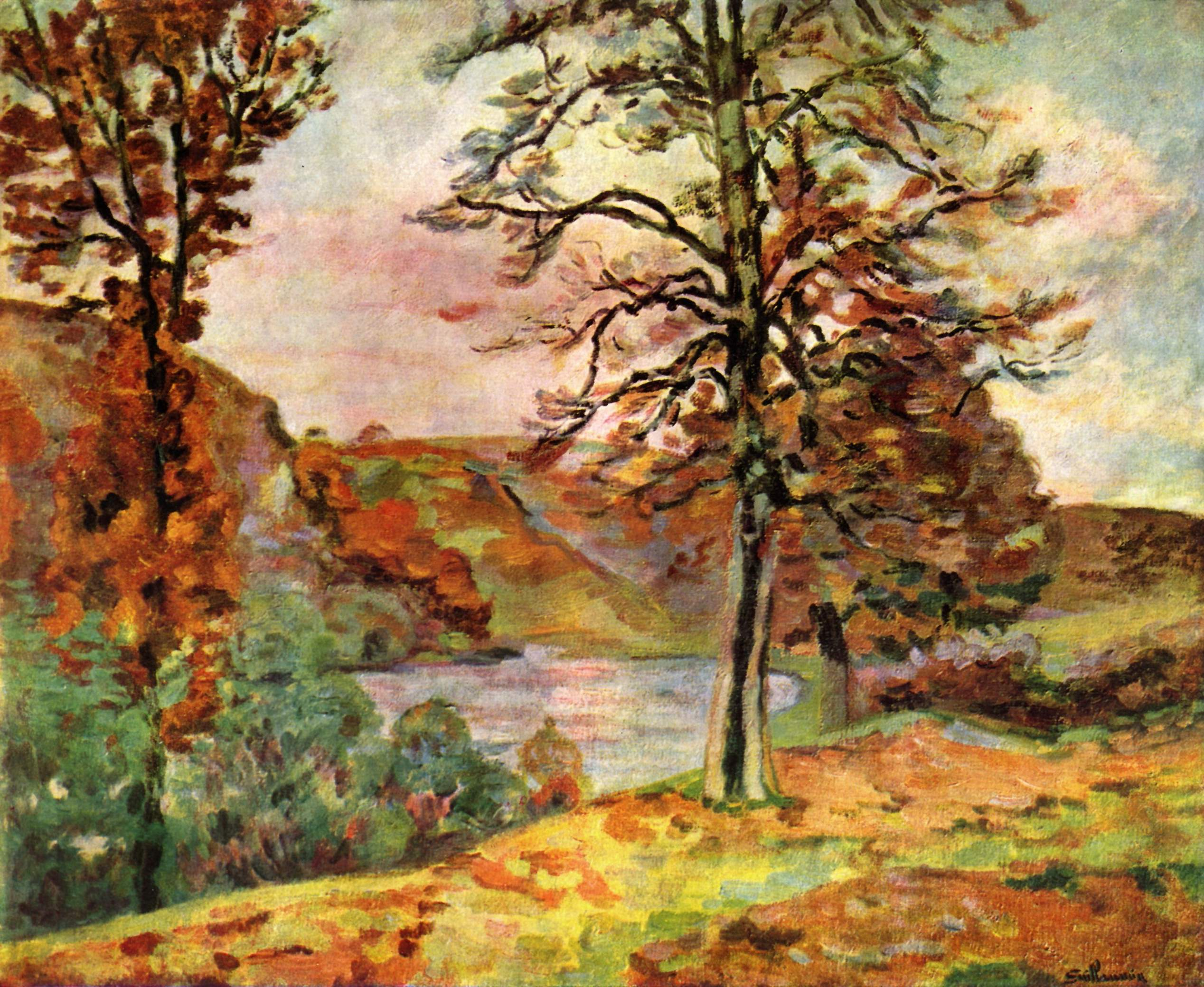
Landscape, 1870
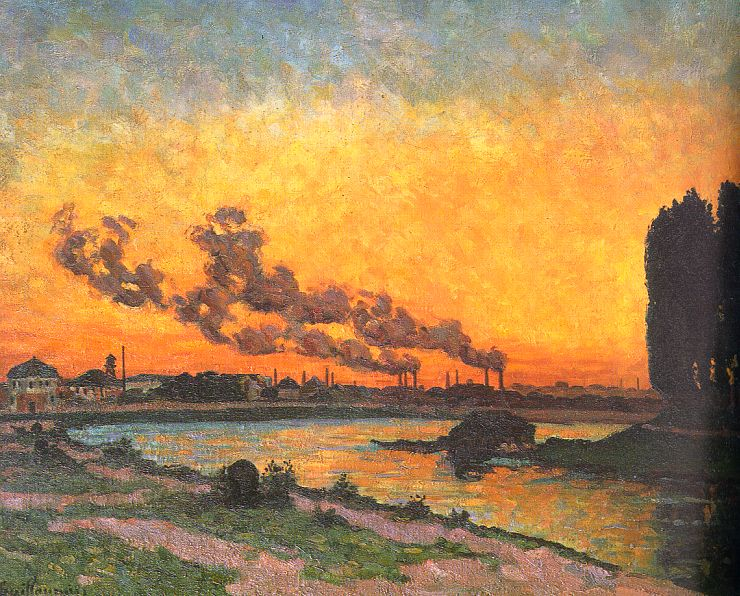
Sunset at Ivry (Soleil couchant à Ivry), 1873,
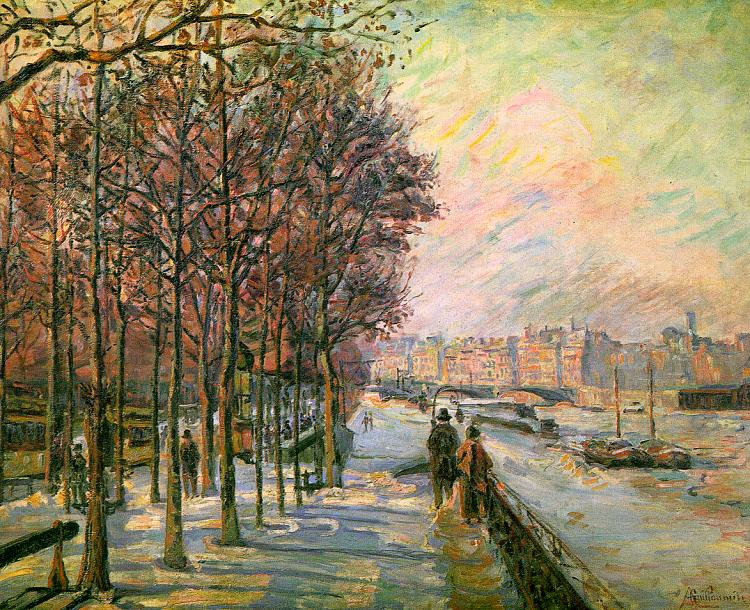
La Place Valhubert, 1875
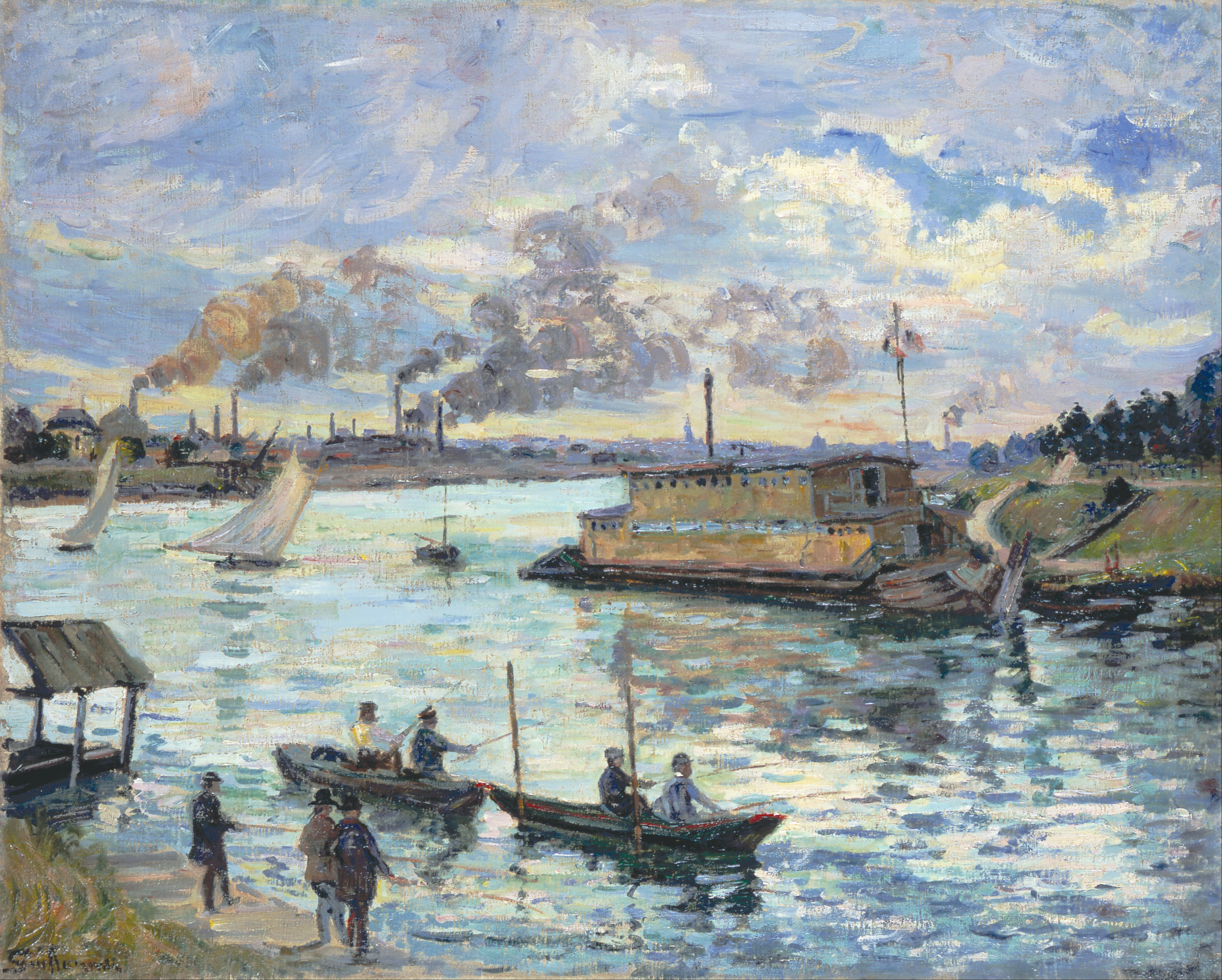
River Scene,  c. 1890
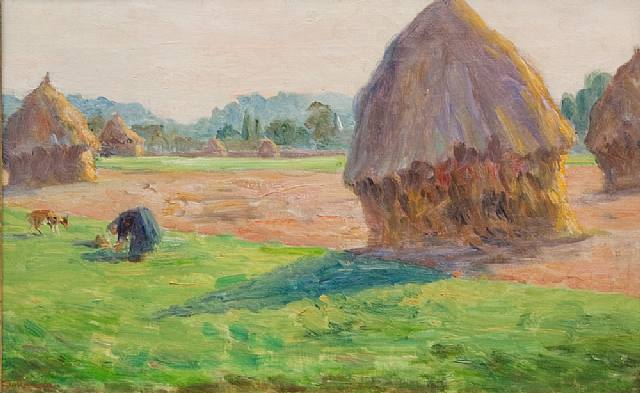
The Haystacks, c. 1890-1895
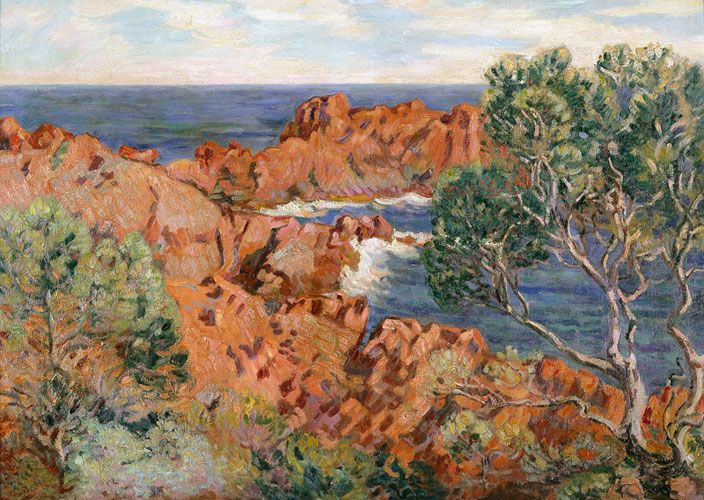
Agay by Jean-Baptiste Armand Guillaumin, circa 1901
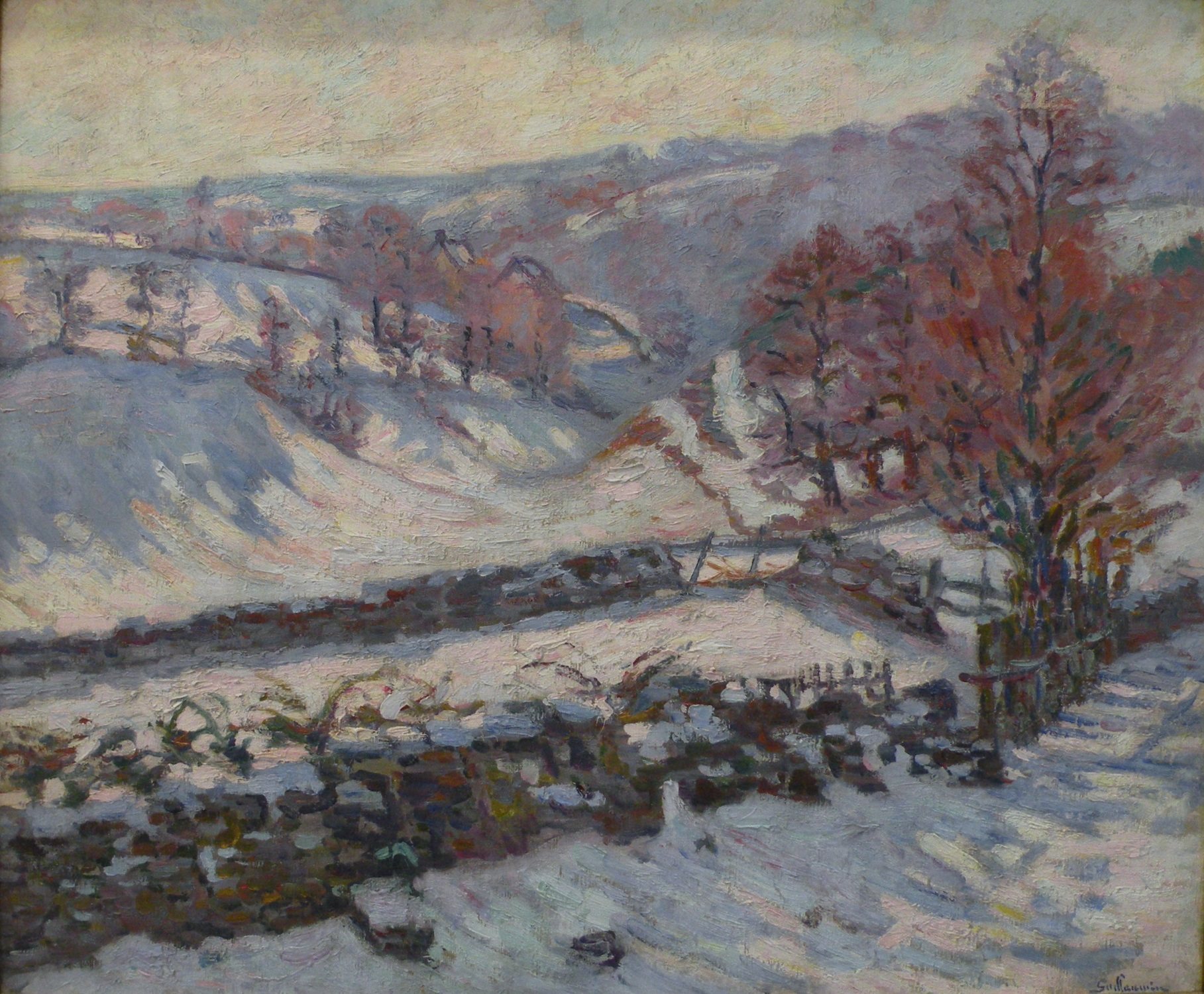
Snowy landscape in Crozant